# Düden-vízesés
A Düden-vízesés egy vízeséscsoport Törökországban, Antalya tartományban. A vízesés egy sziklaszirtről mintegy 40 méter magasról zuhan le a Földközi-tengerbe.